# Deloneite
La deloneite è un minerale appartenente al gruppo della belovite.

## Etimologia
Il nome è stato attribuito in onore del matematico e cristallografo russo Boris Nikolaevič Delone.